# Brickellia oligadena
Brickellia oligadena es una especie mexicana de plantas florales de la familia de las margaritas. Es nativa de México occidental, se encuentra en los estados de Michoacán, Colima, Guerrero, y Jalisco.
Brickellia oligadena es un arbusto que llega a crecer 3 metros de alto.